# Vote!
Vote! ist ein österreichischer Kurzfilm unter der Regie von Lisa Hasenhütl aus dem Jahr 2022. Seine Uraufführung feierte der Film am 17. Januar 2022 auf dem Filmfestival Max Ophüls Preis 2022 in Saarbrücken.

## Inhalt
In einem bizarren Jazzclub nimmt die Stimme der Sängerin einen jungen Mann so gefangen, dass er unbedingt bleiben will. Doch ein vorderer Sitzplatz in ihrer Nähe wird ihm verwehrt: Eine Abstimmung der Gäste ergibt, dass er ganz nach hinten muss. Je mehr er die Gunst der Clubbesucher erwirbt, umso weiter rückt er nach vorne. Dabei repräsentieren die Tische nach Aussage der Regisseurin gesellschaftlich relevante Institutionen. Um Liebe und Anerkennung zu erhalten, dient er sich hoch. Auf diesem Weg macht sein Aussehen zwar Fortschritte, der Charakter aber zeigt eine gegenläufige Entwicklung. Es stellt sich die Frage: Kann man seine Seele behalten, wenn man gesellschaftlich aufsteigt? Muss man sich und seine Ideale den herrschenden Strömungen anpassen, um überhaupt in eine Position zu gelangen, von der aus Veränderungen möglich sind? Und was ist von den Idealen, wenn es sie denn anfangs gab, noch übrig? Der Film hinterfragt Beweggründe und Methoden, mit denen Personen an die Spitze der Gesellschaft gelangen.

## Hintergrund
Vote! ist ein Filmdrama ohne Dialog. Regie führte Lisa Hasenhütl, von der auch das Drehbuch stammt. Die Kameraführung lag in den Händen von Bernhard Schlick, die Musik komponierte Angel Vassilev und Editor war Moritz Stieber. Produziert wurde der Kurzfilm von der Filmakademie Wien. Die Produktion dauerte von 2018 bis 2021. Gedreht wurde in Wien.
In den Hauptrollen sind Felix Kreutzer (junger Mann) und Anna Suk (Jazzsängerin) zu sehen.
Seine Uraufführung feierte der Film am 17. Januar 2022 auf dem Filmfestival Max Ophüls Preis 2022 in Saarbrücken.
Die Regisseurin äußerte, die aktuellen politischen Geschehnisse in Österreich würden dazu einladen, wieder vermehrt über die Fragen nachzudenken, die der Film stellt.

## Auszeichnungen und Nominierungen
- Max Ophüls Preis: Bester Kurzfilm (Dotierung: 5000 EURO) (nominiert)[5]
- Max Ophüls Preis: Publikumspreis Bester Kurzfilm (Dotierung: 5000 Euro) (nominiert)[5]